# Zhou Yafu
Zhou Yafu (kineski:周亞夫, 周亚夫, Zhōu Yǎfū) (? – 143.  pr. Kr.) bio je kineski vojskovođa u službi dinastije Han poznat po tome što je uspješno ugušio Pobunu sedam država, ali čije ga poštenje i čestitost s vremenom koštalo naklonosti cara Jinga, a na kraju i život.  Zhou se u kineskoj povijesti vidi kao oličenje vojne discipline.